# Rennstieg (Sackwald)
Der Rennstieg im Sackwald ist ein 48 km langer, historischer Kurierweg im Landkreis Hildesheim im Land Niedersachsen. Er verläuft zwischen Hildesheim und der im Sackwald gelegenen Winzenburg.

## Verlauf
Seinen Beginn nimmt er im Domhof von Hildesheim. Er verläuft dann in südlicher Richtung über den Steinberg, den Ort Diekholzen, den „Heiligen Wald“, Eberholzen, die Wernershöhe und die 326 m hohe Hohe Schanze zur Ruine der im 16. Jahrhundert geschleiften Winzenburg.

## Geschichte
Erstmals urkundlich erwähnt wurde er im 9. Jahrhundert n. Chr. Die Wiedereinweihung des restaurierten und als Wanderweg ausgeschilderten Pfades erfolgte am 14. Juli 2002 durch den Zweigverein Hildesheim des Harzklubs.

## Sonstiges
Der Weg ist durch ein groß geschriebenes weißes „R“ auf schwarzem Grund gekennzeichnet.